# Schwerer Gustav

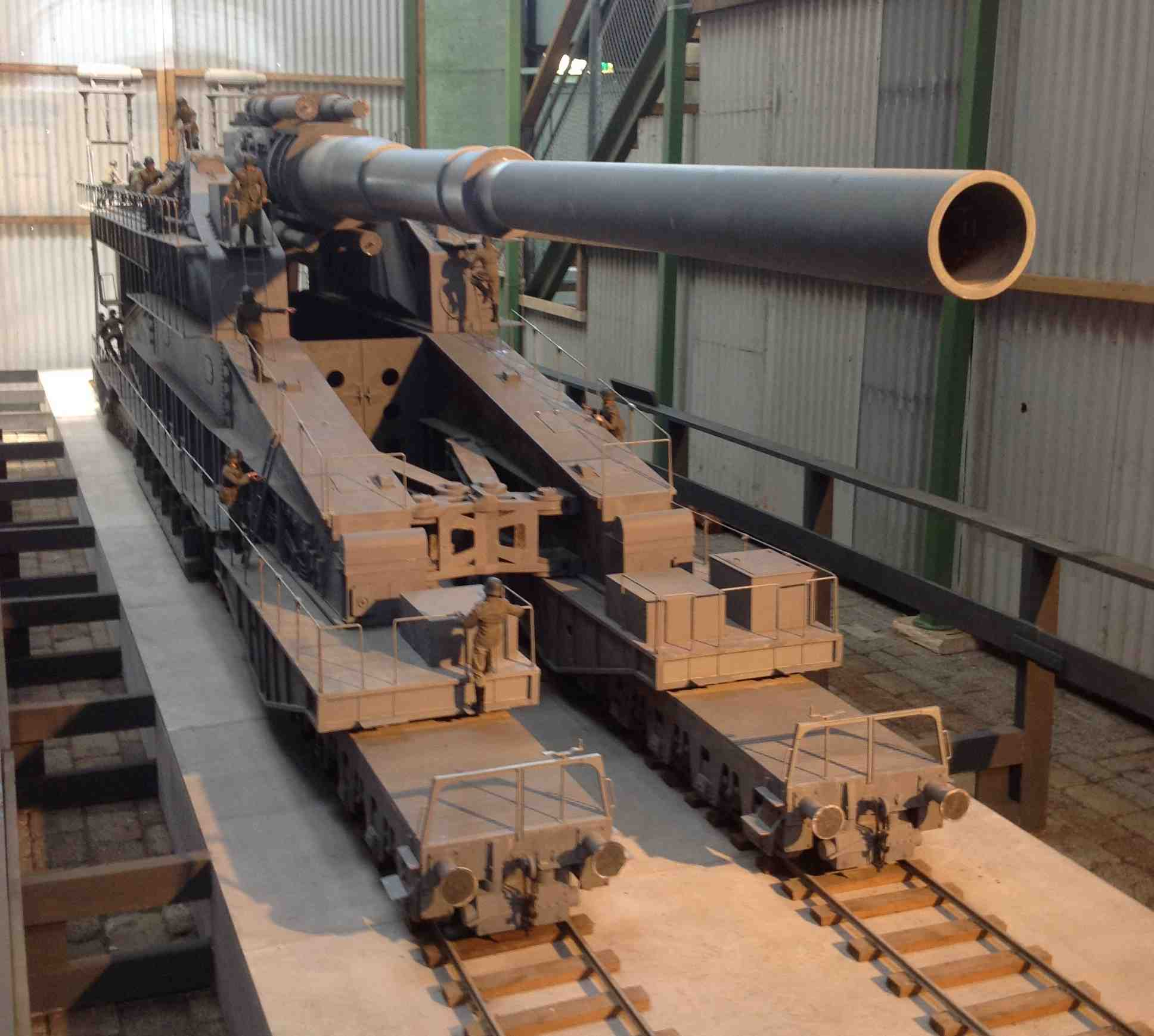
Model Gustav-spoorwegkanon.

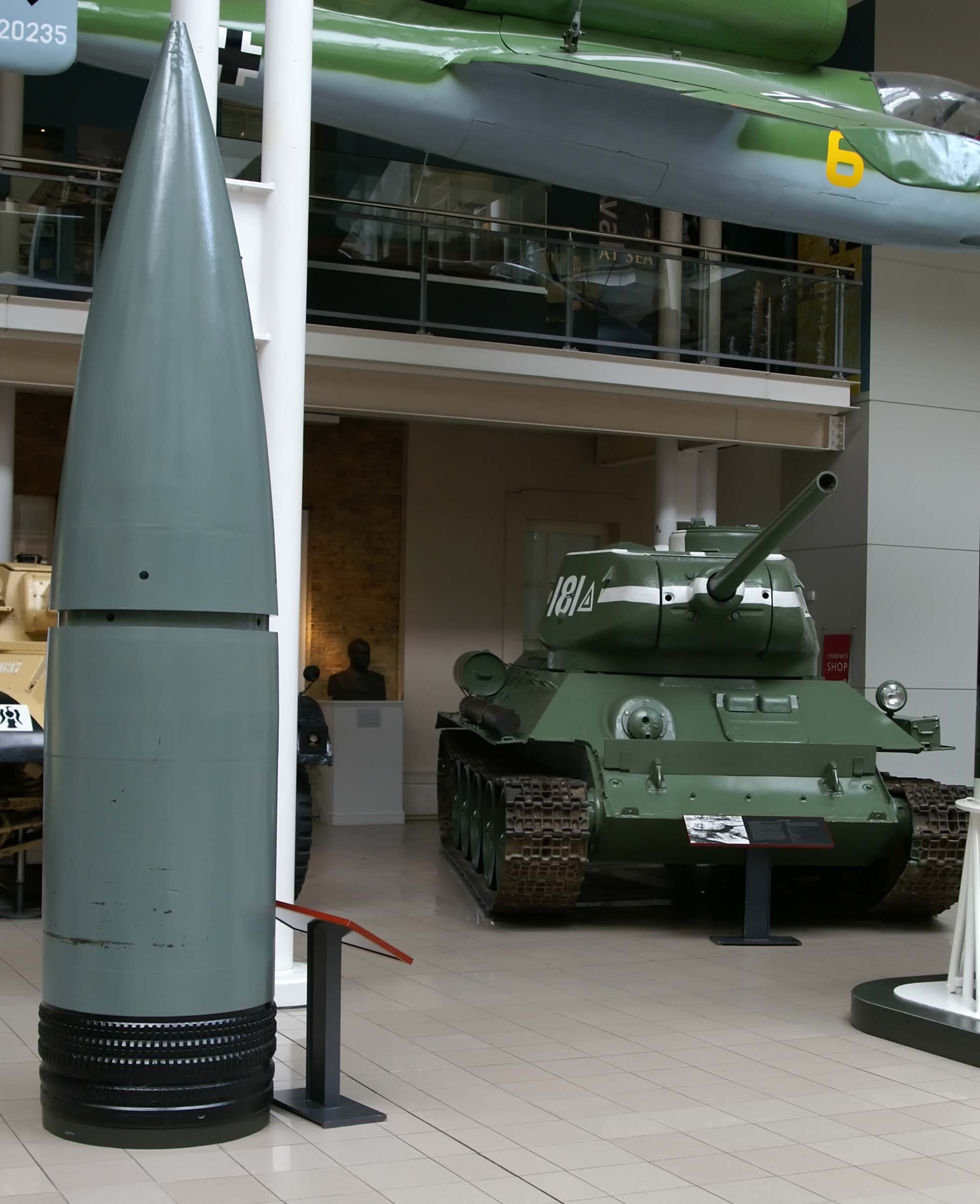
80 cm-granaat.
Op de achtergrond een T-34.

Schwerer Gustav (Nederlands: Zware Gustaf), is een Duits extreem zwaar spoorwegkanon met een kaliber van 80 cm. Het kanon werd in de jaren 1930 bij Krupp ontwikkeld op direct verzoek van Adolf Hitler. 
De naam Schwerer Gustav is de Krupp fabrieksaanduiding voor het eerste exemplaar van in totaal drie te leveren stukken. Bij de paraatstelling van dit eerste kanon werd de naam door de stukbediening veranderd in “Dora”.
Het kanon woog 1350 ton en kon de 7,1 ton zware pantsergranaten afvuren met een maximum bereik van 38 kilometer. De lichtere brisantgranaat had zelfs een bereik van 48 kilometer.
Het bouwen van de stelling en het assembleren van het kanon werd uitgevoerd door tweeduizend man en duurde circa zes weken. Het kanon wordt gerekend tot de zogeheten Wunderwaffen. Het wapen was oorspronkelijk bedoeld voor gebruik tegen de diepe forten van de Maginotlinie. Echter was dit nog niet inzetbaar toen de Wehrmacht de linie flankeerde gedurende de Slag om Frankrijk.
Dora werd in juni 1942 ingezet in de Sovjet-Unie tijdens de slag om Sebastopol waar het 48 schoten afvuurde. Na deze slag werd Dora naar het front bij Leningrad gestuurd waar de stelling werd voorbereid. Tot inzet is het niet meer gekomen. Na enige tijd werd deze opdracht ingetrokken en keerde Dora terug naar Rügenwalde. Dora werd uiteindelijk vernietigd om te voorkomen dat het in handen zou vallen van de geallieerden.
Het kanon was het grootste daadwerkelijk in gevecht gebruikte wapen in de geschiedenis van de artillerie en vuurde de zwaarste granaten ooit af. De Amerikanen hebben ook een dergelijk kanon: Little David. Al in de 15e eeuw bouwde het Ottomaanse Rijk het zogenaamde Dardanellenkanon, met een kaliber van 75 cm.

## De ontwikkeling
Het ontstaan van dit kanon was het directe resultaat van het “kanonnendenken” van Adolf Hitler wiens wapentechnische wereldbeeld volgens zijn minister van bewapening, Albert Speer, in de Eerste Wereldoorlog was blijven steken. Zware artillerie en zware tanks waren de kernpunten in Hitlers bewapeningsplannen.
In 1936 bezocht Hitler de wapenfabriek van Krupp in Essen. Hier had hij een gesprek met Erich Müller, de artilleriespecialist van Krupp. Aan “Kanonen Müller” - zoals Hitler hem altijd noemde - stelde hij de vraag of het technisch mogelijk was om met geschut de Maginotlinie te bestrijden. Het kanon zou door zeven meter gewapend beton of door een één meter dikke pantserplaat moeten kunnen schieten. Het antwoord van Müller was dat dit absoluut mogelijk was. Hiervoor zou dan een vuurmond ontwikkeld moeten worden met enorme afmetingen. Dit was voor Hitler geen probleem en hij gaf Krupp de opdracht te beginnen met het ontwerp. Müller die zelf de ontwikkeling leidde, berekende dat de granaat ongeveer 7.000 kilo zou moeten wegen en dat de vuurmond zelf rond de 1.000 ton zou worden. Met een kaliber van 80 cm moest dit mogelijk zijn. 
Om het geheel te kunnen richten, werd besloten er een spoorwegkanon van te maken. Vanwege het enorme gewicht zou dit alleen kunnen op een speciaal daarvoor aangelegd dubbelspoor. Bij een stellingwisseling moest het kanon volledig worden gedemonteerd.
Ondanks het feit dat Krupp veel ervaring had met het bouwen van zware wapens was dit project een grote uitdaging. Ballistische ervaringsgegevens met dit soort kalibers bestonden nog niet en een eis was dat het kanon puntdoelen zou moeten kunnen raken op een afstand van 35 km. Daarnaast kostte vooral het ontwerpen van de loop, de wieg en het sluitstuk bij de constructeurs veel hoofdbrekens.

## Productie en het testen
In het voorjaar van 1937 gaf het Heereswaffenamt op uitdrukkelijk verzoek van Hitler, Krupp de opdracht om drie van deze kanonnen te produceren. Twee met een kaliber van 80 cm en een derde met een langere schietbuis maar met een kleiner kaliber. Het eerste kanon dat door Krupp “Schwerer Gustav” werd genoemd, zou in de lente van 1940 gereed moeten zijn. Door vertragingen bij de ontwikkeling lukte het Krupp niet deze doelstelling te halen. Pas in september van 1941 werd begonnen met het zogenaamde aanschieten van de eerste 80 cm loop op het artillerie testterrein Hillersleben, het huidige oefenterrein Güz Altmark. Hier werd geschoten vanaf een testaffuit. De speciale granaten hadden dezelfde ballistische eigenschappen als de echte maar waren niet voorzien van een explosieve lading. De doelen waren een betonnen plaat met een dikte van 3.5 meter en een 80 cm dikke pantserplaat. Deze stonden op een heuvel, 240 meter voor de opstelling. De vijf afgevuurde testgranaten waren een volledig succes. Alle doelen werden zonder problemen doorboord.
In de herfst van 1941 werd het testen verplaatst naar het oefenterrein Rügenwalde (ligt tegenwoordig in Polen). Hier werd het geschut voor het eerst in zijn geheel samengevoegd. Op 25 november vuurde het grootste kanon aller tijden de eerste van de in totaal acht testschoten. De druk die vrij kwam van de schoten was zo groot, dat bij de vier kilometer verderop gelegen kazerne de ramen en deuren opensprongen.

### Dora
Op 8 januari 1942 werd het eerste 80 cm kanon overgedragen aan de “Schwere Artillerie-Abteilung (E) 672”. De 500 man sterke eenheid gaf het kanon de naam Dora. De afdeling bestond uit een afdelingsstaf, een stafbatterij en een vuurmondbatterij. Daarnaast waren standaard 20 ingenieurs van Krupp bij de eenheid geplaatst. De commandant van de eenheid was Oberstleutnant (luitenant-kolonel) Robert Böhm die als ingenieur betrokken was geweest bij de ontwikkeling.
Na de Slag om Frankrijk in 1940, viel het oorspronkelijke doel voor de Dora, de Maginotlinie, weg. Hierna werd gezocht naar een nieuw doel. Hitler wilde de Dora inzetten tegen de Britse vesting bij Gibraltar (Unternehmen Felix). Echter door de weigering van Spanje om Duitse troepen een aanval over hun grondgebied te laten uitvoeren, verviel ook dit doel.
Ondertussen ging de productie van de tweede en derde vuurmond gestaag door. Sinds de oprichting van de firma Krupp was het traditie dat een eerste exemplaar van een serie kanonnen werd geschonken aan de opdrachtgever. Dora was daarop geen uitzondering. Mede daarom had het bedrijf er veel baat bij dat er meerdere exemplaren zouden worden geleverd.

### Schwerer Gustav 2
Het tweede 80 cm kanon kreeg de naam “Schwerer Gustav 2”. Op 8 augustus 1942 werd de schietbuis aangeschoten in Hillersleben en op 23 februari 1943 vuurde het kanon voor het eerst in zijn geheel een aantal testschoten af in Rügenwalde. Operationeel is de Schwerer Gustav 2 niet meer geworden, er werd ook geen afdeling voor samengesteld. De vuurmond werd in onderdelen op bijbehorende wagons geplaatst en gedeeltelijk buiten geparkeerd op het schietterrein Rügenwalde.

### Lange Gustav
De bouw van de derde vuurmond met de naam “Lange Gustav” kreeg van Krupp een lage prioriteit. De loop van dit kanon zou tussen de 43 en 48 meter lang worden met een kaliber van 52 cm. Ondanks het feit dat de staf van het Duitse leger het project nutteloos vond, gaf Hitler in mei 1943 de opdracht om de Lange Gustav af te bouwen. Een geallieerde luchtaanval in 1944 op de stad Essen waarbij de Krupp fabriek zwaar werd getroffen gooide roet in het eten. Onderdelen van de Lange Gustav werden hierbij zo zwaar beschadigd dat het project moest worden opgegeven.

### Munitie
Gelijktijdig met de bouw van het kanon begon men ook met de ontwikkeling van de munitie. Er werden twee soorten granaten gemaakt, een brisantgranaat (Sprenggranate) en een pantsergranaat (Panzergranate). De brisantgranaat met als doel scherfwerking bij inslag was relatief eenvoudig te maken. De granaat werd voorzien van zowel een ontsteker in de bodem als in de kop van de granaat. Het gewicht was 4,8 ton en was voorzien van 700 kg springstof.
In tegenstelling tot de brisantgranaat was de pantsergranaat enorm gecompliceerd. Het was de bedoeling dat deze zich eerst door zeven meter gewapend beton of één meter staal zou boren alvorens te exploderen. Om dit te realiseren mocht de granaat dus niet direct exploderen bij de inslag. Ook was het niet de bedoeling dat de granaat als blindganger in zijn doel zou achterblijven. Daarom kreeg de granaat een zwaar gepantserde punt (Ballistische Haube) en alleen een ontsteker in de granaatbodem. Door de noodzaak van het enorme doordringingsvermogen kreeg hij een veel dikkere buitenwand dan de brisantgranaat. Als gevolg hiervan had de granaat maar een lading van 250 kg springstof. Het gewicht van de pantsergranaat was 7,1 ton en de lengte was 3,93 meter. 
Ook de ontwikkeling van de voortdrijvende lading (Treibladung) stuitte op de nodige hindernissen. Drie kruitzakken (kardoezen) met samen een gewicht van 1.850 kg en een totale lengte van 4.5 meter moesten binnen een fractie van een seconde tot ontbranding komen. Daarnaast was het zaak om de kruittemperatuur stabiel te houden. Bij hoge temperaturen van het kruit zal dit sneller ontbranden met als resultaat dat de granaat met meer kracht zal worden weggeslingerd en dus verder zal komen. Bij lage temperaturen gebeurt het tegenovergestelde. Daar de 80 cm kanonnen puntdoelen zouden gaan bestrijden, was dit essentieel. Hiervoor werden speciale koelwagons gebouwd waar de kardoezen met een constante temperatuur konden worden opgeslagen.

## Unternehmen Störfang
Nadat in januari 1942 de Dora operationeel geworden was, werd gezocht naar een doel waartegen het superkanon ingezet zou kunnen worden. De Duitse legers waren begin 1942 ver de Sovjet-Unie binnengetrokken. De Heeres Gruppe Nord was opgerukt tot Leningrad, de Heeres Gruppe Mitte rukte op richting Stalingrad en de Heeres Gruppe Süd had in Oekraïne bijna de gehele Krim veroverd. Alleen de strategische havenstad Sebastopol, op het zuidelijkste punt van het schiereiland, was nog in handen van de Sovjets. De stad beschikte over een groot aantal forten en zwaar gepantserde kustbatterijen. Daarnaast waren er drie verdedigingsringen rond de stad aangelegd.
Vanaf 1 november 1941 was de vesting afgegrendeld door de Duitsers en kon alleen nog ‘s nachts over zee worden bevoorraad. Op 10 november volgde de eerste grote Duitse aanval op de stad. Na 11 dagen vechten, braken de Duitsers de aanval af. De tweede poging om Sebastopol te veroveren volgde op 17 december. Ook nu werden de aanvallen, ondanks het feit dat de Duitsers de ring om de stad wisten te verkleinen, afgeslagen. De Heeres Gruppe Süd moest nu zijn aandacht verleggen naar het oostelijk deel van de Krim waar de Sovjets een tegenoffensief waren begonnen. Hierdoor kwamen de gevechten rond Sebastopol tijdelijk stil te liggen en werd de stad alleen nog belegerd.
De zware forten rondom de vesting waren bij uitstek geschikt om te worden bestreden door de Dora. Hitler besloot dan ook dat Dora ingezet zou worden bij de definitieve aanval op de stad. De staf van Heeres Gruppe Süd maakte hiertegen bezwaar. Het zou vreselijk veel voorbereiding en mankracht kosten om het superkanon in actie te laten komen. Eerst moest een plaatselijk luchtoverwicht worden bevochten. Vervolgens zou rondom de stelling een afdeling luchtdoelartillerie worden opgesteld. De bewaking van het stellinggebied zou zo’n 500 man gaan kosten. Daarnaast zouden nog eens 1.500 civiele arbeiders (voornamelijk Hilfswilligen) en 1.000 man van de “Organisation Todt” bezig zijn met het bouwen van de stelling. Als men hierbij ook nog eens de 500 man stuksbediening optelt zouden bijna 5.000 man nodig zijn om de Dora in te zetten. De bezwaren werden door Hitler verworpen en Dora zou, koste wat het kost, gebruikt gaan worden.
Op 5 april werd het bevel gegeven voor de inzet. De afdelingscommandant Oberst Böhm ging persoonlijk de stelling verkennen. Op 25 km afstand van Sebastopol, twee kilometer ten zuiden van het plaatsje Bachschissaraj, werd in de buurt van de bestaande spoorlijn een grote zandheuvel gevonden. Door deze heuvel werd een brede sleuf gegraven en hierin werd het speciale spoor gelegd. De Dora kon hier redelijk verdekt opgesteld worden. Om zijdelings te kunnen richten kwam er voor de heuvel een bocht naar links, de zogenaamde “Schiesskurve”. De stelling bestond al met al uit zo’n 2.000 meter spoor met talloze draadversperringen. Op de heuvel en het gebied erachter werden grote camouflagenetten geplaatst. Daarnaast werd een schijnstelling gebouwd op 4,5 kilometer ten noordwesten van de echte stelling.
Na vier weken bouwen was de stelling gereed en kon men beginnen met de montage van het kanon. Dora was inmiddels met vijf speciale treinen, 99 wagons in totaal, vertrokken van Rügenwalde en aangekomen in Simferopol, zo’n 20 kilometer van het inzetgebied af. Op 26 mei kwam het bevel om de vuurmond in stelling te brengen. Na drie dagen bouwen was de Dora eindelijk klaar.
Op 2 mei 1942 begon het nieuwe Duitse offensief tegen de vesting Sebastopol met een vijf dagen durende inleidende artilleriebeschieting. Op 5 mei mengde Dora zich in het gevecht. Om 05.45 uur vuurde zij haar eerste granaat af op een kazerne. Dit onbelangrijke doel was gekozen omdat het goed in het zicht lag van de Duitse waarnemers. Het eerste schot werd gezien als een 'opwarmer'. Twee uur later volgde het tweede schot. Doordat de stuksbediening steeds beter op elkaar ingespeeld raakte, lukte het om tussen het zevende en het achtste schot nog maar 36 minuten te laten verstrijken.
Uiteindelijk zou Dora tussen 5 en 17 juni 48 granaten afvuren met wisselend succes. Na het laatste schot was de Dora door zijn munitie heen. Op 4 juli 1942 werd de laatste verzetshaard van de vesting Sebastopol opgerold.
Na de val van de vesting stuurde Krupp nog vijf nieuwe brisantgranaten naar de Dora afdeling. Deze werden als test op zogenaamde zachte delen van de stad en in zee afgevuurd. Daarna werd de Dora gedemonteerd.
Rust kreeg de eenheid echter niet. Al op 2 juli kreeg de afdeling het bevel om voorbereidingen te treffen voor een inzet bij Heeres Gruppe Nord tegen de stad Leningrad. Op 25 augustus zou Dora tot vuren gereed moeten zijn. Zo ver kwam het niet meer. De stelling werd opgebouwd in de buurt van het spoorwegstation van de stad Tayls, zuidelijk van Leningrad. Het doel was het eiland Kronstadt. De vijf speciale treinen waarop de gedemonteerde Dora opgeslagen stond werden geparkeerd in de omgeving van Riga. De bemanning werd tijdelijk onder bevel gesteld van het 388 Volks-Artillerie Korps. Na enige tijd werd deze opdracht ingetrokken en keerde de Dora terug naar Rügenwalde.
Hier aangekomen werd het kanon grondig onderhouden en voorzien van een nieuwe tweedelige binnenloop (Seelenrohr). Vervolgens werd de vuurmond nog eenmaal opgebouwd. Op 19 maart 1943, na dagenlange voorbereidingen, werden in aanwezigheid van Hitler en een aantal andere hoogwaardigheidsbekleders nog twee demonstratieschoten afgegeven. Hierna werd de Dora gedemonteerd en de Schwere Artillerie-Abteilung (E) 672 ontbonden.

## Het einde
Tot begin 1945 verbleven beide 80 cm kanonnen op treinwagons in Rügenwalde. Daar de Russische legers steeds dichterbij kwamen, werd besloten de vuurmonden in westelijke richting te sturen. Na een tijdlang kriskras door Duitsland te zijn verplaatst, strandden zij in de buurt van de plaatsen Chemnitz en Grafenwöhr. In de laatste oorlogsdagen werden beiden kanonnen door zogenaamde sprengcommando’s vernietigd. De brokstukken werden in het voorjaar van 1950 door de geallieerden verschroot.

## Succes of mislukking
De vraag of het 80 cm project een succes of een mislukking is geweest is niet eenvoudig te beantwoorden. Technisch gezien was het een enorme prestatie om een vuurmond te bouwen met dit enorme kaliber die in staat was over een afstand van meer dan 35 km puntdoelen te raken. Ook de relatieve korte montagetijd van maar drie dagen, kan gezien worden als een technisch hoogstandje. 
Echter was het 80 cm project niet op alle technische fronten een succes. De constructeurs hadden berekend dat de schietbuis ten minste 100 schoten mee zou moeten gaan. Na 15 schoten bleek de slijtage al dusdanig groot dat er een afwijking begon te ontstaan in het trefferbeeld. Dit werd door het zogenaamd labireren van de granaten getracht op te heffen.
De 80 cm kanonnen hebben relatief veel manuren gekost tijdens de ontwikkeling en de bouw. Daarnaast kostte het project een grote hoeveelheid grondstoffen en edelmetaal.
Of de operationele inzet een succes genoemd kan worden is eveneens discutabel. De Dora heeft bij sommige doelen behoorlijk wat schade aangericht. Echter de grootste bijdrage van de Dora aan de slag om Sebastopol is van psychologische aard geweest. De explosies die uit het niets schenen te komen hebben het moreel van de verdedigers behoorlijk ondermijnd. Tegenover dit succes staat de grote inspanning en personele belasting van Heeres Gruppe Süd om de Dora operationeel te krijgen.

Gustav in vergelijking met een OTR-21 Tochka van 6,4 meter lang (rood) en de mens